# Batalla del banco Dogger (1696)
La Batalla del banco de Dogger es el nombre de una batalla que tuvo lugar el 17 de junio de 1696 en el transcurso de la Guerra de los Nueve Años , acabando en victoria para una flotilla francesa de siete barcos sobre una fuerza holandesa de cinco barcos y el convoy  que escoltaba.

## La batalla
En esta fecha el francés corsario Jean Bart encontró un convoy holandés de 112 barcos mercantes, escoltados por cinco barcos holandeses cerca del Banco Dogger.
Los franceses tenían más barcos de guerra y más cañones que los holandeses. Además, las tripulaciones francesas eran muy experimentadas y estaban dirigidas por un comandante excepcional, así que el resultado de la batalla era muy previsible. Pero los franceses tenían que darse prisa, porque un gran escuadrón inglés bajo el mando del almirante John Benbow era consciente de la presencia de la flota francesa y estaba buscándola.
La batalla empezó a las 19:00 h. cuando Jean Bart en el Maure atacó el buque insignia holandés , el Raadhuis-van-Haarlem. Los holandeses lucharon valientemente durante tres horas hasta que su capitán murió, momento en que se rindieron, siendo seguidos por otros cuatro barcos, uno tras otro.
Jean Bart capturó y quemó 25 barcos mercantes hasta que la escuadra de 18 barcos de Benbow se acercó. El escuadrón francés huyó hacia Dinamarca, permaneciendo allá hasta julio y deslizándose a continuación a través de las líneas aliadas hasta llegar a Dunkerque con 1200 prisioneros el 27 de septiembre.

## Barcos implicados

### Francia
- Maure, fragata, 54 cañones, buque insignia del capitán Jean Bart: 15 muertos, 16 heridos.
- Hábil, fragata, 44 cañones
- Mignon, fragata, 44 cañones
- Jersey, fragata, 40 cañones
- Comte, fragata, 40 cañones
- Alcyon, fragata, 38 cañones
- Milfort, fragata, 36 cañones
- Tigre, brulote
- Jean santo, chalupa
- Deux Frères, chalupa
- Lamberly, 8 cañones, corsario
- Bonne Espérance, 6 cañones, corsario

### Países Bajos
- Raadhuis-van-Haarlem, 44 cañones, buque insignia del capitán Rutger Bucking (muerto en acción): capturado y quemado
- Comte de Solnis, 38 cañones, capturado
- Wedam, 38 cañones, capturado y quemado
- ?, 24 cañones, capturado y quemado
- ?, 24 cañones, capturado y quemado
- 112 barcos de mercader, de los cuales 25 fueron capturados y quemados